# Markel Fernandez Soto
Markel Fernandez Soto   (Sopela, 6 de febrer de 2003) és un atleta basc, que competeix en atletisme, especialitzat en carreres de mitjana distància i velocitat. Va guanyar una medalla d'or en el Campionat Unió Mediterrània sub 23, batent el rècord del campionat i batent el rècord d'Euskadi absolut.
Actualment, té el rècord d'Espanya sub 20 en la prova de 4x400m, batut amb la selecció espanyola a Cali, Colòmbia al costat d'Ángel González, Alberto Guijarro i Gerson Pou. També posseeix els rècords de categoria absoluta, sub 23 i sub 20 autonòmics del País Basc en la prova de 400m a l'aire lliure.
Va participar en el Campionat Mundial d'Atletisme Sub-20 de 2022, ocupant un lloc de semifinalista en la seva prova individual i finalista en la prova de relleus 4x400 metres masculí. Des de 2021 competeix internacionalment formant part de la selecció espanyola d'atletisme.